# ギフト (タイの映画)
ギフト (英語: A Gift, タイ語: พรจากฟ้า RTGS: Phon Chak Fa「空からの祝福」という意味）は、2016年に公開されたタイ映画である。制作はGDH 559 。 3つのエピソードからなるアンソロジー映画である。共通するテーマとして贈り物としての音楽を取り上げ、またそれぞれで使われた故プミポン国王作曲の楽曲に敬意を表している。
映画の各エピソードでは、国王の作曲した曲が1曲ずつ使われている。最初のエピソードは「 Love at Sundown 」を用いた、チャヤノップ・ブンプラゴープとKriangkrai Vachiratampornが監督したロマンチックコメディであり、 ナパット・シアンソンブーンとヴィオーレット・ウォーティアが主演している。 2番目のエピソードは、「Still on My Mind」が使われた、ニティワット・タラトーン監督の家族ドラマで、Nittha Jirayungyurnとサニー・スワンメーターノンが主演している。最後のエピソードは「New Year Greeting」が使われた、ジラ・マリクン(映画の共同プロデューサーでもある)によるコメディであり、チャンタウィット・タナセーウィーとヌンティダー・ソーポンが主演している。
この映画は当初、2016年12月1日に公開される予定であった。これは、12月5日のプミポン国王の誕生日と来たる新年を祝うためである。しかし、国王はその年の10月13日に亡くなり、プロデューサーは公開延期を検討した。最終的には公開日は変更することなく当初通りの予定で上映されることが決定し、映画が故国王へのオマージュとして役立つよう、いくつかの微細な編集が行われた。 

## あらすじ

### Love at Sundown
2014年12月。ロシアへの奨学留学生を見送るパーティが開かれる日、会場にいたビーム(Naphat Siangsomboon)はリハーサルでのロシア大使代役を頼まれる。「大使」役のプラカードをぶら下げて車に乗っていると、「大使夫人」役のプラカードをぶら下げたパン(Violette Wautier)が乗り込んできた。ビームは2人の自撮り写真を撮り、「新年のお祝い」として写真を送ると言ってLINEのIDを聞こうとするが、それがIDを知るための言い訳だと疑ったパンは写真を受け取るや否やビームをブロックする。
その後も大使夫婦を演じると称して手をつなごうとするビームに辟易したパンは、一緒に会場に来ていたプロイサン(Note Panayanggool)をガールフレンドであると紹介して彼女の頬にキスするが、ビームは信じない。プロイサンを口説き、LINE友達になってパンのことを聞き出す。さらにビームは「占いが出来る」と言って、パンの非公開にしていたFacebook投稿を使ってパンの性格を当てていく。ところがビームがパンのボーイフレンドとのデートの話をしたところ、パンは泣き出してしまう。パンは直前にその彼氏、オン(Vasin Asvanarunat)から二股を告白されていたのだ。
一緒に昼食を取る2人。ビームは生い立ちを話す。彼は物理学者を目指してロシアに留学する1人であった。子供時代に星座を沢山覚え、宇宙開発でロシアが進んでいることを知ったことでロシア留学を目指し、ゆくゆくはロシア人妻を持ちたいと語るビームをパンは奨学金の無駄遣いと嘆く。そしてビームが沢山の女性を口説きつつ、付き合いが長続きしないことを指摘するが、ビームは最適な相手は沢山付き合ってみなければわからない、と返す。しかし、ビームも振った相手が信じられない変貌をとげたという経験はあり、そのトラウマで花火を見るデートには誘えなくなっていた。相手を傷つけることにならないよう、注意深く考えてから付き合うようにと言うパンをビームは"今注意深く考えている"と見つめ、パンは照れる。
昼食後会場に戻ってきた時、ビームはパンの様子がおかしいことに気がつく。パンの視線の先には花束を持ったオンがいた。二股を解消したからパンとだけ付き合いたいと口説くオンの言葉に、ビームは本当に二股を解消したのかLINEの履歴を確認しろと横槍を入れる。オンはスマホを見せるのを拒み、それで二股を解消していないことに気がついたパンはオンと復縁しないことを告げる。傷ついたパンをビームは慰める。
休憩後、パンが所属するアカペラグループのリハーサルが始まる。コーラスには途中で留学生らとのボディーパーカッション演舞が組まれていた。パンは大使とのボディーパーカッション役で、まだ「大使」役のプラカードをぶら下げていたビームは大使の席に移ってパンとボディーパーカッションをする。まだボディーパーカッションがうまく出来ないパンをかばい、ビームは練習のやり直しを志願する。リハーサルが終わり、代役らがプラカードを返却する中、ビームとパンは自分のプラカードを持ち帰ることにする。
パーティーの本番が始まる。仲睦まじい本物の大使夫婦を見て、2人は感想を言い合う。ビームに長続きする結婚が出来るわけないというパンに対し、ビームは、それを変えてくれるのはパンだと改めて口説く。オンとのことに対し感謝するパンだが、ビームの誘いは断る。ビームはパンと出会えるきっかけを作った、代役として指名してくれたスタッフに感謝する。
留学生の任命が終わり、アトラクションのコーラスが始まる。ボディーパーカッションのため前に出るコーラスグループだったが、パンは大使の前ではなくビームの前にやってくる。ビームの前にいたプロイサンと立ち位置を変更したのだ。ボディーパーカッションを完璧にこなした後、パンはビームの目の前で歌の最後をソロで歌い、喝采を浴びる。それをヒゲのカメラマンが撮影していた。
パーティーが終わったあと、その写真を貰おうとカメラマンを追いかけるパンだが、カメラマンはギリギリで帰ってしまう。そこにビームが来る。ビームも写真を貰おうとしてカメラマンを捕まえそこなったのだった。ビームはパンとの自撮り写真を撮りなおす。パンはブロックを解除し、ビームの写真を受け取る。

### Still on My Mind
パーティーの後始末をしているファ(Nitta Jirayungyurn)のもとに、ファの母であるファー(Patranij Thirananthasit)から電話がかかってくる。新年に帰ってくることを楽しみにする電話であった。電話のあと、ファーはピアノを弾き、夫・ポム(Chaiwat Jirawattanakarn)とStill on My Mindを歌って楽しむ。
１年後の2015年12月。ファーが亡くなる。葬式の場でファとポンド(Krithawat Akachai)、ポングの3兄弟は父の世話をどうするかを話し合う。仕事に限界を感じていたファが父の世話をすることにし、それにかかる金をポンドとポングが持つことで同意するが、帰ろうとした時に父親に認知症の兆候があることに気がつく。
実際、ポムはアルツハイマー型認知症を患っていた。衣服を冷蔵庫に入れ、シャワーを浴びることや薬を飲んだこと、水を出しっぱなしにしていることすら忘れる父親の介護にファは苦労する。特に苦労したのはポムがファーの死を覚えていないことだった。
夜、何気なくピアノを弾いたファはピアノの調律が狂っていることに気がつき、残された母の手帳から調律師の連絡先を探す。呼ばれてきた調律師、エー(Sunny Suwanmethanont)はダジャレの多い調子のいい男で、調律しながら亡くなったファーから聞いた思い出話を話し始める。その流れでファーが好きだった曲としてStill on My Mindを爪弾くと、ポムがファーが帰ってきたと勘違いしてやってくる。適当な言い訳でポムを説得したエーのことを不誠実だと思ったファは、調律を中断させて追い出す。
家で焦燥していたファは、ファーが働いていた銀行での輸送係を志願する。その仕事はファがするような難しさのものではなかったが、父を一人きりにさせられないファにとっては条件を満たす数少ないものであった。ファが申込用紙に書き込もうとした時、ポムが姿を消したことに気がつく。必死になって父を探すファ。父は非常階段の踊り場で楽器を練習する人たちの中にいた。ファは仕事を諦め帰宅し、兄弟からも"カネに困っていない"のに仕事をしようとしたことでなじられる。
夜、ファがStill on My Mindを爪弾いていると、ポムが姿を現し、思い出を語り始める。その曲はポムとファーが大学に入った時、卒業して離れ離れになった時、結婚式の時と折々で演奏されてきたというとりわけ思い出深い曲だったのだ。ファは母の遺品からスマートフォンを見つけ、認知症がひどくなる直前に父が語った動画を見つけ、涙する。
改めて調律を頼まれたエーに、ファは結婚記念日のプレゼントにしたい、とStill on My Mindの練習を手伝うよう頼む。練習のアドバイスが出来ないエーは、しかし練習中にポムがいなくならないよう世話を手伝うことを申し出る。先日の適当な言い訳も円滑な人間生活には必要なことだとエーは説き、ファも納得する。
Still on My Mindの練習が始まる。ポムとの面倒を見つつ、エーがファと曲の連弾をすると、ポムは嬉しそうに家族の思い出を語り始める。その後も練習が進み、ギターとの合奏も出来るようになったとき、ポムが出かける支度を始める。「ファーにプロポーズする」と言うポムを運転手に、ファとエーも出かけることになる。
かつてポムが結婚式の衣装を頼んだ店の主人、ヨンは既に亡くなっており、店にはバンドTHAUMA TROPEのポスターを前にエレキギターを爪弾くヨンの息子だけがいた。エーはこっそり、適当に話を合わせるようにと頼み、ポムは改めて別の衣装を手に入れる。ポムは次に指輪店に向かうが、行った先は再開発で更地になっていた。エーは、指輪店は移転したが既に指輪は受け取っている、と言い、目をつぶったポムから結婚指輪を外して、その指輪を改めてポムに渡し、ポムを喜ばせる。ファはエーに感謝するが、次の瞬間、ポムはファを含む全てのことを忘れてしまい、ファを絶望させる。なんとか家に帰り、ポムを寝かしつけたあと、エーはファに、あなたの演奏は無駄にはなっていない、と慰める。
ポムの家で、結婚記念日のパーティーが始まる。庭をかつてのパーティーの時と全く同じように飾り付け、ピアノを出して、ギターを引くエーと共にファはStill on My Mindの演奏を始める。それを聞いたポムは立ち上がり、踊り始める。ファーとの思い出をかみしめるように踊りきったポムは、そこにファーがいないことに気が付き、演奏を終えたファに「この曲を聞いたファーがここに来ないはずがない」と、ファーが死んだことを認識したことを話す。

### New Year Greeting
2017年12月。ネクタイのうまく締められないロン(Chantavit Dhanasevi)がヒット銀行にやってくる。その銀行の金融アナリスト部門の社員として、筆記試験100点をとって入社したのだった。与えられた席には仏花が捧げられており、同僚のキム(Nuengthida Sophon)はそこがかつてファーというシニアスタッフの席だったこと、夫の認知症の介護で退職したが、先に亡くなってしまったことを話す。
職場は17時になるとエアロビクスやポールダンス、ヨガが始まったり、置かれた卓球台でピンポンがされるなど余暇活動の盛んなところだった。戸惑いつつもエアロビクスを真似するロンに、守衛から"親戚"が来たとの連絡が来る。果たしてそれは彼が所属していたバンドの関係者たちで、ロンがバンドをやめた腹いせに楽器を押し付けに来たのだった。バンドの名はTHAUMA TROPE。Fight for your dreamという曲だけが残された、キムも全く聞いたことのないバンドだった。
夜、電気も消えた職場でロンがサックスを吹いていると、奇妙な異音に気がつく。不安のある音の出どころをロンが探し当てると、そこには楽器を演奏する社員たちがいた。
ロンは事情を聞く。かつていたファーは楽器の才能があり、全く能力のない社員1名にトランペットを手ほどきし、彼が開花したのをきっかけに社員の多くが楽器を始めだしたこと。しかしファーは会社をやめ、練習場として使っていた小会議室も卓球台にとられてしまったこと。その後、非常階段の踊り場で練習するなどしていたものの、ファーの死の後に完全に音楽の火は消えてしまったこと、しかし音楽経験者のロンが楽器とともにファーの机で仕事を始めたことが、ファーからの贈り物と思って気持ちが蘇ったこと。ロンは、自分が失ってしまった音楽への情熱を社員が持っていたことに感動し、演奏指導をすることを申し出る。
夜の職場で社員たちは合奏を始めるが、コンタクトレンズを忘れて楽譜が読めない、曲を忘れてベースが止まる、口内炎が痛くてトロンボーンの調子が外れるなど楽団の調子は良くない。それでもなんとか練習をしていると、上司のスパニカ(Pha-oon Chandrasiri)が怒鳴り込んでくる。スパニカはドラムに書かれたTHAUMA TROPEの文字を見つけ、中学入学から大学を経て留学するまで、自分の車でTHAUMA TROPEのテープを息子が聞いていてうんざりしたことを話し、オフィスを練習場に使わないよう言い渡す。
ロンは職場に楽団を正式に作り、音楽室を作ろうと考える。手始めにTHAUMA TROPEが使っていたスタジオから楽器を拝借し、社員を楽団にスカウトする。受付嬢、出家休暇の社員、歌いながら仕事をしていた掃除婦などをスカウトし、スパニカが息子のビームとガールフレンドのパンと共に夕食に出かけた隙にオフィスで演奏を始める。演奏の見事さに残っていた他の社員も集まりだし、楽団は大喝采になる。
楽団は評判を呼び、会社中が音楽への興味であふれる。この機とばかりにロンとキムは音楽室の設置を役員会に提案しようとする。そして、その説得のため、新年の歌"New Year Greeting"を練習することにする。練習のとき、キムはロンに、ファーが亡くなった時、死んでから幸福を祈ることが空しいと知った、死ぬ前に幸せになりたいと語る。
音楽室設置に対する役員たちの反応は、予算がなく前例もなく利益にもつながらなそうと、はかばかしくなかった。弱気になるキムにロンは、音楽を演奏してきてこれほど幸せになったことはないと励ます。そして、楽団のメンバーとともに役員会に向かう。
キムとロンが役員会に与えられた時間は5分だけだった。ロンは自分の自己紹介も省き、「新年の贈り物として歌を贈りたい」とNew Year Greetingの前奏をキムと吹く。その音をきっかけに、会議室の外から演奏が聞こえてくる。役員たちが会議室を出ると、それは楽団たちの大合奏だった。その音を聞いた他の社員たちも集まりだし、演奏は大いに盛り上がる。社長は一転して音楽室の設置を認め、新曲の練習をするようにロンに言う。感謝するロンだが、彼はお礼は議題を提案したスパニカにするようにと話す。スパニカは、「ロンのことは嫌いだが、音楽があれば人生が平和になる」と語り、ロンにTHAUMA TROPEのCDジャケットへとサインをするようにお願いする。

### エンディング
2018年12月。花火を見ていたビームは、パンにプロポーズをし、「夫」「妻」と書いたプラカードを取り出す。ポムの家にはファだけでなくポンド、ポングの家族にエーも集まり、楽しいパーティーが行われる。ヒット銀行には音楽室ができ、そこで練習するロンやキムたちに混じって、シンバルを持つスパニカの姿もあった。
そして、New Year Greetingの曲の由来をはじめ、この映画のキーとなった3曲についての説明がされ、それら曲を作曲した国王への敬意が示される。

## 登場人物と俳優

### 主演俳優
主演俳優の何人かは、自分が主演するエピソード以外にもカメオ出演している。
- ロン(Llong; ヨンの息子): Chantavit Dhanasevi
- キム(Kim; ファに仕事を斡旋する事務員): Nuengthida Sophon
- エー(Aey): Sunny Suwanmethanont
- ファ(Fa; 代役を探すスタッフ): Nitta Jirayungyurn
- ビーム(Beam; スパニカの息子): Naphat Siangsomboon
- パン(Pang): Violette Wautier

### その他のキャラクター
エピソード"Love at Sundown"
- プロイサン(Ploysang): Note Panayanggool
- オン(Ong): Vasin Asvanarunat

エピソード "Still on My Mind"
- ポムおじさん(Pom; Faの父親): Chaiwat Jirawattanakarn
- ファーおばさん(Fah; Faの母親): Patranij Thirananthasit
- ポンド(Pond; Faの弟):  Krithawat Akachai
- ファーおばさん(子供時代): Machida Suttikulphanich
- ファーの母: U-thai Bangtamruaj

エピソード "New Year Greeting"
- スパニカ(Supanika): Pha-oon Chandrasiri
- アルニー・バガ(インド人の歌い手) : Aruni Bagga (本人)
- อ.ประกาศ(トランペット奏者) : Kittiphong Dumavibhat
- น้าทุเรียน(サックス奏者) : Supoj Pongpancharoen
- ป้านงพงา(ドラム奏者) : Supicha Klayamorn
- เจ๊ชฎาพร(ベース奏者) : Viewdoaw Pongruengkiat
- คุณพี่อ่อนอุษา(キーボード奏者): Nalinee Thongthae
- 経理部の出家僧(パーカッション1): Alongod Uabhaibool
- 老ゲイクイーン(楽隊長): Aobboon Yamsirikul
- ป๋าขนุน(トロンボーン奏者): Wallop Jearasatit
- พี่ยาม(パーカッション2): Apisak Chuachan
- พี่ก้อย(エレキギター奏者): Khanitha Sakornsathian
- คุณสุทธิลักษณ์(ヴァイオリン奏者): Suthiuk Tuwasin
- 清掃員1(歌手1):　Juthamanee Intarapakdee
- 清掃員2(歌手2): Siriwassaya Nonthawatwaraporn
- 金融部の職員(歌手3): Lalida Laddaklom
- 受付嬢(クラリネット奏者): Kwanchanok Samrejprasong
- タムタムを叩く従業員(タムタム奏者): Manop Yaemutai
- ป๋าเสริฐ(ベース奏者): Sert Siri
- คุณกุ่ง(サックス奏者): Jiraporn Rungsrithong
- คุณเบียร์(バスーン奏者): Worachanok Tanisarakul
- คุณมะเหมี่ยว(トランペット奏者): Wararat Purisodom
- คุณกิฟท์(フルート奏者1): Sirirat Wuthisakul
- คุณปอม(フルート奏者2): PrapassornPuangsamlee
- คุณลุง(チューバ/スーザフォン奏者): JinnawatMansap
- คุณวาสินี(ヴァイオリン1): Wasinee Apiwatthanakan
- คุณเมษ์(ヴァイオリン2): Maysirin Siritantitam
- คุณติ๊ดตี่(サックス奏者): Nuttawut Suksangjan
- คุณปุ้ย(キム奏者): Warisara Phokaew
- 秘書: Preeyasuda Akkarasrisawad
- エアロビのインストラクター: Sukanya Mongkol
- 覗き見していた会社員: Adisorn Tresirikasem
- カラオケの司会: Norasit Masrat

その他
- ナナの母: Narinthorn Na Bangchang
- ペー(Pae): Somphol Chaisiriroj
- ナナ: Nahmphet Cheunpae
- 男性料理人: Amnat Jewpanit

## 公開
この映画は2016年11月29日の14時から20時まで、非公式に公開された。公式に公開されたのは2016年12月1日である。公開にあたり、亡くなった国王に敬意を贈るため、収益の一部をチャイパッタナー財団に寄付し、入場料を99バーツにするとの発表がなされた。
TVで初めて放送されたのは2016年12月31日、GMMグラミーの関連チャンネルであるChannel Oneで、20時30分から23時まで、途中CMなしの放映だった。また、さらなるTV放映が2017年1月1日の14時30分から17時まで行われた。これらTV放映は、どちらも映画館での公開が終了する前に行われている。
動画配信サイト・アプリであるLINE TVは2017年1月1日からネット上でこの作品の公開を行った。2021年2月現在常時公開は行われていないが、2019年12月22日や2020年12月29日に動画公開する旨の告知を行っている。
動画配信サービスNetflixは2021年2月現在、この映画の配信を行っているが、少なくとも日本ではこの映画は配信対象外となっている。
正規版DVDは、タイおよび周辺国を含めて発売された形跡がない。しかし、正規版DVDのコピーと見紛う品質のDVDが、2017年6月までにタイの海賊版市場で売られていたことが、タイ映画についての情報を伝える日本語ブログで報告されている。

## 日本での上映
この映画は、2021年2月現在まで一般上映されたり、日本語版DVD等が発売されたりはしていないが、以下の映画祭等で上映されている。
第12回大阪アジアン映画祭
2017年3月に開催された映画祭。3月7日、3月10日に上映された。邦題「ギフト」はこの時に命名されたものである。
第9回沖縄国際映画祭
2017年4月に開催された映画祭での特別招待作品。4月21日に上映された。

## 評価
"ギフト"は好意的に評価された。批評家はそれを「面白くて感傷的であるが、陰気ではない」と表現し、公開と国王の死去との関係を指摘し、「私たちは微笑みが必要だが、この映画にはたくさんの魅力がある」と述べた。  映画は、タイの興行収入で4,288万バーツ（120万米ドル）を稼ぎ、2016年公開のタイ映画で4番目の売上となった。 この映画は、作曲賞(Best Original Score)と音響賞(Best Recording and Sound Mixing)で、2つのSuphannahong National FilmAwardsを受賞した。 